# 平準純保険料式
平準純保険料式(へいじゅんじゅんほけんりょうしき)とは、保険数理における保険契約負債(責任準備金)の積立方式の1つである。単に、純保険料式ということもある。日本では、保険業法により、この積立方式によって責任準備金を積立てることが求められている。
平準純保険料式は、計算が非常に容易であることから、広く普及しているが、コンピュータを活用することで、いわゆる営業保険料式による責任準備金を計算することができるようになった。営業保険料式は、平準純保険料式と比べ、より現実的な前提に基づいた計算である。このため、諸外国では、営業保険料式によることが主流となっている。